# Uudenkaarlepyyn saaristo
Uudenkaarlepyyn saaristo este o arie protejată (arie specială de conservare — SAC, sit de importanță comunitară — SCI, arie de protecție specială avifaunistică — SPA) din Finlanda întinsă pe o suprafață de 3.210 ha, integral pe uscat.

## Localizare
Centrul sitului Uudenkaarlepyyn saaristo este situat la coordonatele 63°37′20″N 22°24′05″E / 63.6222°N 22.4014°E.

## Înființare
Situl Uudenkaarlepyyn saaristo a fost declarat sit de importanță comunitară în august 1998 pentru a proteja 43 de specii de animale. Alte tipuri de protecție:
- arie de protecție specială avifaunistică (în august 1998)[2]
- arie specială de conservare (în aprilie 2015)[1][3][4]

## Biodiversitate
Situată în ecoregiunea boreală, aria protejată conține 23 de habitate naturale: Bancuri de nisip acoperite în permanență slab de apă marină, Lagune de coastă, Recifuri, Vegetație perenă pe țărmurile stâncoase, Faleze cu vegetație de pe coastele atlantice și baltice, Insule esker baltice, cu vegetație a plajelor nisipoase, stâncoase și cu galeți, precum și cu vegetație sublitorală, Insulițe și insule mici din Baltica boreală, Pășuni de coastă din Baltica boreală, Litoraluri nisipoase din Baltica boreală cu vegetație perenă, Dune mobile cu vegetație embrionară, Dune mobile de-a lungul țărmului cu Ammophila arenaria („dune albe”), Dune de coastă fixe cu vegetație erbacee („dune gri”), Dune fixe decalcificate cu Empetrum nigrum, Dune împădurite din regiunile atlantică, continentală și boreală, Lacuri eutrofice naturale cu vegetație de tip Magnopotamion sau Hydrocharition, Lacuri și iazuri distrofice naturale, Pajiști uscate europene, Mlaștini turboase de tranziție și turbării mișcătoare, Mlaștini alcaline, Pante stâncoase silicioase cu vegetație casmofită, Păduri naturale în etape succesive primare ale suprafețelor emergente de coastă, Păduri de conifere pe eskere fluvioglaciare sau legate la acestea, Mlaștini împădurite.
La baza desemnării sitului se află mai multe specii protejate:
- păsări (41): minunița (Aegolius funereus), alca (Alca torda), rață sulițar (Anas acuta), pietruș (Arenaria interpres), rața moțată (Aythya fuligula), Aythya marila, cocoșul de mesteacăn (Bonasa bonasia), buhai de baltă (Botaurus stellaris), Branta leucopsis, Calidris alpina schinzii, fugaci roșcat (Calidris ferruginea), bătăuș (Calidris pugnax), fugaci pitic (Calidris temminckii), Cepphus grylle, erete de stuf (Circus aeruginosus), lebădă de iarnă (Cygnus cygnus), șoim călător (Falco peregrinus), șoimul rândunelelor (Falco subbuteo), ciuvică (Glaucidium passerinum), cocor (Grus grus), pescăriță mare (Hydroprogne caspia), sfrâncioc roșiatic (Lanius collurio), Larus fuscus fuscus, pescăruș râzător (Larus ridibundus), becațină mică (Lymnocryptes minimus), Lyrurus tetrix tetrix, rață catifelată (Melanitta fusca), codobatura galbenă (Motacilla flava), pietrar sur (Oenanthe oenanthe), ploier auriu (Pluvialis apricaria), ploier argintiu (Pluvialis squatarola), corcodel-urechiat (Podiceps auritus), corcodel-cu-gât-roșu (Podiceps grisegena), eider (Somateria mollissima), Spatula clypeata, rață cârâitoare (Spatula querquedula), chiră de baltă (Sterna hirundo), Sterna paradisaea, călifar alb (Tadorna tadorna), fluierar de mlaștină (Tringa glareola), fluierarul cu picioare roșii (Tringa totanus)
- mamifere (2): vidră de râu (Lutra lutra), veveriță zburătoare siberiană (Pteromys volans)

Pe lângă speciile protejate, pe teritoriul sitului au mai fost identificate 59 de specii de păsări.